# Salempur
Salempur es  un pueblo y nagar Panchayat situado en el distrito de Deoria en el estado de Uttar Pradesh (India). Su población es de 21124 habitantes (2011). 

## Demografía
Según el  censo de 2011 la población de Salempur  era de 21124 habitantes, de los cuales 10930 eran hombres y 10194 eran mujeres. Salempur tiene una tasa media de alfabetización del 84,99%, superior a la media estatal del 67,68%: la alfabetización masculina es del 92,22%, y la alfabetización femenina del 77,24%.